# ديفيد شامبرز
ديفيد شامبرز (بالإنجليزية: David Chambers)‏ هو سياسي أمريكي، ولد في 25 نوفمبر 1780 في ألينتاون في الولايات المتحدة، وتوفي في 8 أغسطس 1864 في زانيسفيل في الولايات المتحدة. حزبياً، نشط في الحزب الجمهوري الديمقراطي. وقد انتخب عضو مجلس نواب أوهايو وانتخب عضو مجلس النواب الأمريكي.